# 加迪纳 (北达科他州)
加迪纳（英語：Gardena），是美国北达科他州下属的一座城市。根据2010年美国人口普查，该市有人口29人。